# Noreen Carmody
 (novembre 2012).
Si vous disposez d'ouvrages ou d'articles de référence ou si vous connaissez des sites web de qualité traitant du thème abordé ici, merci de compléter l'article en donnant les références utiles à sa vérifiabilité et en les liant à la section « Notes et références ».
Pour les articles homonymes, voir Carmody.
Noreen Carmody est un mannequin suisse, né le 21 août 1988 à Zurich.

## Carrière professionnelle
D'origine irlandaise, suisse et argentine, mesurant 1,81 m, aux cheveux blond et aux yeux brun, Noreen Carmody est remarquée en remportant le concours « Swiss Elite Model Look » en 2005, à l'âge de seize ans, ce qui lui permet d'être engagée par l'agence Elite Model Management. 
Elle a posé pour Benetton, D&G croisière, Douglas, Etam, Topshop, Nicola Trussardi (en), Façonnable... 
En 2011, elle devient le visage publicitaire du nouveau parfum de Nina Ricci « L'air », dont le spot TV réalisé par Ryan McGinley tire son inspiration du film français À bout de souffle de Jean-Luc Godard, sorti en 1960.
Elle est récemment apparue dans une série mode du magazine ELLE France et aux États-Unis, dans une campagne H&M. En 2012, elle devient l'égérie publicitaire de plusieurs marques de prêt-à-porter et de produits beauté, dont Promod, La Redoute et plus récemment le maroquinier Longchamp.
En 2013, elle réside à Paris.

## Anecdote
Noreen est parfois confondue avec l'actrice britannique Carey Mulligan,.